# Vlissingen (Schiff)
Die Vlissingen ist ein in Doppelhüllenbauweise gebautes Tankschiff, das der Bebunkerung von Seeschiffen in den ARA-Häfen (Antwerpen-Rotterdam-Amsterdam) dient.
Der Schiffsrumpf wurde in Mykolajiw/Ukraine gebaut, die Fertigstellung erfolgte in den Niederlanden bei der Werft Bodewes in Millingen am Rhein. Die Baukosten des am 10. April 2003 als größter Binnentanker Europas in Dienst gestellten Schiffes beliefen sich auf fast 10 Millionen Euro.

## Weitere technische Daten
- 3 × Caterpillar-3512-DI-TA-Hauptmotoren mit 1120 kW bei 1.600/min mit ZF-Wendegetriebe 4,506:1
- 3 × Caterpillar-3412-E-Motoren mit 644 PS für Bug- und Heckstrahlruder
- 2 × Caterpillar-3306-DI-TA-Generatorsets
- 2 × Bornemann-W9.6-ZK135-Lade-Löschpumpen, je 1.000 m³/h
- 2 × 1.136-kW-Ölheizkessel zum Aufheizen der Ladung
- 3 × Propeller mit Optima-Düsen, 1.612 mm Durchmesser.
- 2 × Veth-Jet-4-Kanal 1.300 mm Bugstrahlruder
- 1 × Veth-Jet-2-Kanal 1.200 mm Heckstrahlruder

Die nautische Ausrüstung entspricht dem Stand der Technik mit zwei Farbradargeräten, Autopilot und diversen Funk- und Fernsprecheinrichtungen. Das hydraulisch absenkbare Ruderhaus hat eine Breite von 12,5 m und 70 m² Grundfläche. An Deck ist ein 34 Meter langer, hydraulisch betätigter Bunkermast installiert.

## Quelle
- Informatie Binnenvaart, NL